# Habenaria praealta
Habenaria praealta là một loài thực vật có hoa trong họ Lan. Loài này được (Thouars) Spreng. mô tả khoa học đầu tiên năm 1826.